# Beausoleil
Beausoleil (in occitano Bèusoleu [ˌbɛwsuˈlew]) è un comune francese di 
13 576 abitanti situato nel dipartimento delle Alpi Marittime della regione della Provenza-Alpi-Costa Azzurra.
Il nome dei suoi abitanti è beausoleillois.

## Geografia fisica
Situata nel bacino idrografico che sormonta il Principato di Monaco, la cittadina di Beausoleil è contornata dalla Tête de Chien (Testa di Cane) e dal Mont Agel (Monte Agello). 
Benché posta in territorio francese, la stazione turistica di Beausoleil forma con Monte Carlo una sola agglomerazione urbana, poiché il comune è limitrofo al Principato di Monaco e ne costituisce il debordamento edilizio oltre il confine.
La vegetazione è di tipo mediterraneo, e vi si trovano piante relativamente rare, come la niveola di Nizza, così come bellissime colonie d'euforbie arborescenti.

## Storia

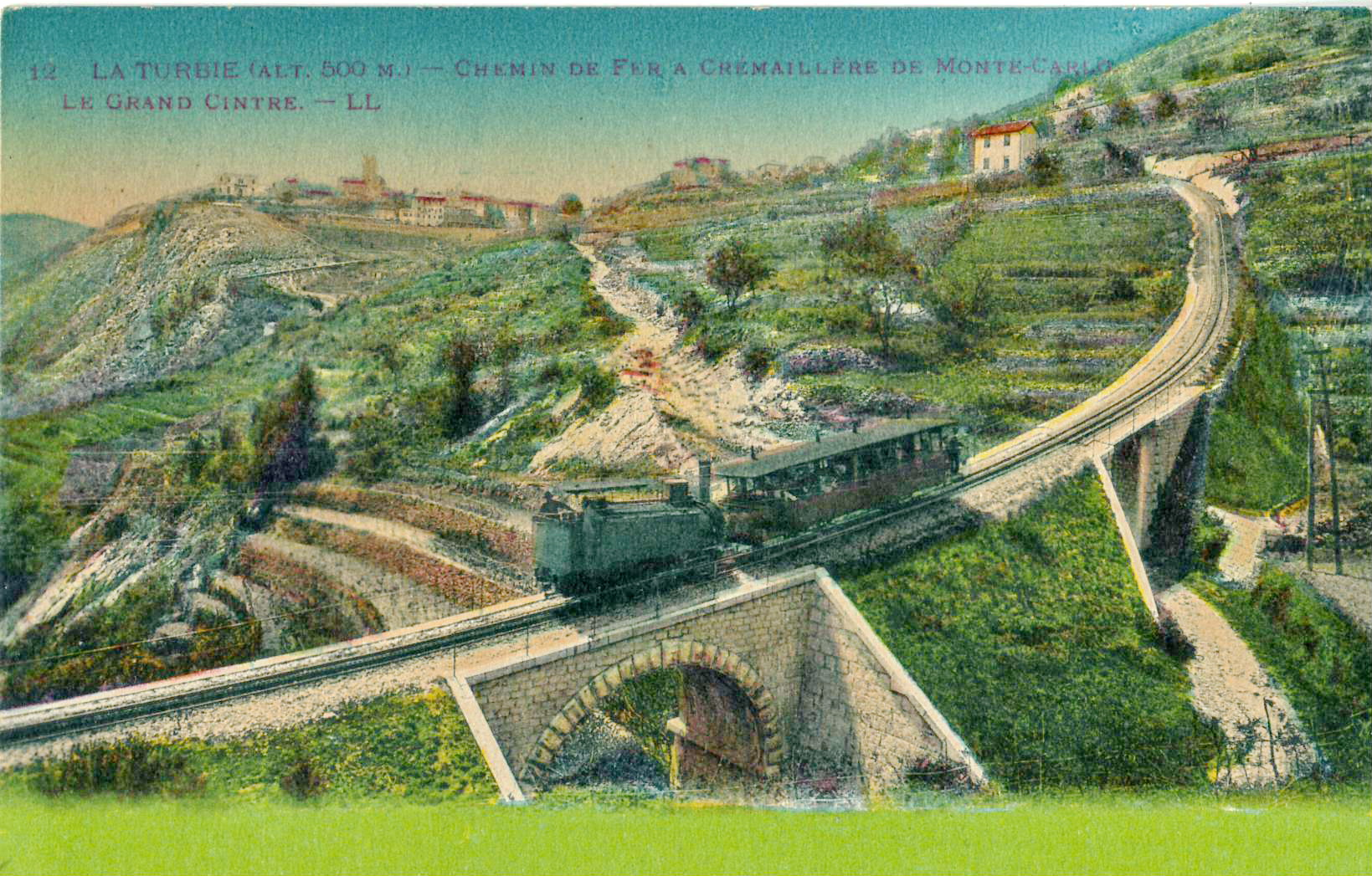
La linea ferroviaria a cremagliera in uso fino al 1932

Numerose tracce archeologiche e storiche sono state trovate a Beausoleil ed il loro studio non può essere dissociato da quelle trovate sul territorio attuale di Monaco e dintorni, che risalgono alle epoche fenice e poi romane, ed al Trofeo delle Alpi (o Trofeo d'Augusto) a Turbia.
Sempre sul territorio del comune di Beausoleil, nel luogo detto del "Mont des Mules" (Monte delle Mule), classificato monumento storico, si rinviene la presenza d'un oppidum di "pietre a secco", generalmente attribuito alle popolazioni celto-liguri che abitavano la regione alcuni millenni fa.
Il comune è stato creato in piena Belle Époque, nel 1904, da Camille Blanc, in epoca quindi successiva alla cessione della Contea di Nizza alla Francia, che l'ha distaccato dal territorio del comune di Turbia.
La creazione del comune è stata resa necessaria dalla forte crescita demografica che si sviluppava allora sul territorio, segnatamente a sud del comune di Turbia, frontaliero del Principato di Monaco.
A tale epoca Monaco, e più in particolare il suo quartiere di Monte-Carlo, si sviluppava fortemente, grazie al turismo ed al gioco d'azzardo, ed i bisogni di manodopera nelle costruzioni edili avevano attirato un notevole numero di immigrati, in particolare italiani, nei comuni dei dintorni.
Il nuovo comune doveva chiamarsi in effetti "Monte Carlo Superiore" (Mont-Charles Supérieur), ma a causa delle vive proteste formulate dal Principato di Monaco, si creò di sana pianta, inventandola, la denominazione di Beausoleil (letteralmente "Bel sole"), d'andamento turistico, allora incipiente.

I monegaschi, infatti, protestarono per l'appellativo di "Mont-Charles Supérieur" perché, da un lato, intendevano riaffermare la propria indipendenza e, dall'altro, erano ancora molto legati alla lingua italiana, tanto che i toponimi Monaco e Monte Carlo mantengono tutt'oggi la denominazione originaria; fu così che venne deciso l'attuale toponimo Beausoleil, di sapore turistico.
L'urbanizzazione dell'area, sita a sud di Turbia, e l'istituzione del nuovo comune di Beausoleil si resero necessarie per il forte incremento demografico che, nei primi anni del secolo scorso, interessava la frontiera con il Principato di Monaco.
Infatti in quegli anni il Principato stava vivendo un notevole sviluppo, soprattutto grazie al turismo, e non pochi erano i lavoratori frontalieri provenienti dal nizzardo e dall'Italia, in particolare dalla Liguria.
Con il progredire dell'urbanizzazione di Monte Carlo i due centri costituiscono oggi un unico agglomerato urbano, separato da una praticamente invisibile frontiera.
L'urbanizzazione monegasca, infatti, si è propagata anche su Beausoleil, e la città ne conserva ancora bei ricordi, classificati oggi monumenti storici, come il "Riviera Palace", e l'architettura Belle Époque della città è un esempio del genere. Diversi edifici sono attualmente attribuiti ai cantieri Eiffel, come il tetto-vetrata del Riviera Palace e il mercato.
Il primo sindaco e fondatore dichiarato del comune nel 1904, fu dunque Camille Blanc (Camillo Bianchi), ancora oggi il più celebre beausoleillois, personaggio emblematico a Beausoleil.
Una linea della ferrovia a cremagliera (sistema Riggenbach) collegò Beausoleil a Turbia dal 1893 al 1932.
La storia della città è stata segnata dal terribile incidente ferroviario della "Cremagliera" nel 1932. A causa di un guasto meccanico, il treno si mise a scendere all'indietro, scivolando lungo il pendio della collina, fino al punto di partenza, facendo parecchi morti, per cui il funzionamento dell'impianto di risalita venne interrotto nel 1932.

### Araldica
Lo stemma del comune di Beausoleil è un blasone d'azzurro con ulivo d'argento terrazzato d'oro, accompagnato d'un sole del medesimo, movente dall'angolo sinistro del capo, e d'una stella anche d'oro al cantone destro del capo.

## Società

### Evoluzione demografica
Abitanti censiti

## Monumenti e luoghi d'interesse

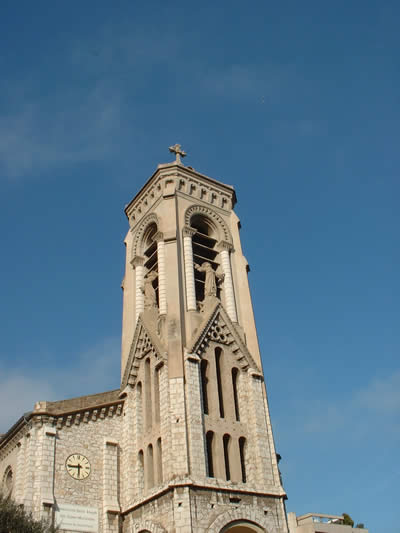
Il campanile della chiesa di San Giuseppe

- Il "Mont des Mules" (Monte delle Mule ): è uno spazio naturale d'una decina d'ettari, costituito d'un dirupo roccioso di calcare, sormontante il Principato di Monaco. Il "Mont des Mules" è un luogo di passeggiata per i beausoleillois e i turisti che visitano la regione. Esso è stato assestato e sistemato con sentieri all'inizio del XX secolo dai club del turismo dell'epoca. La sua denominazione proviene senza dubbio dall'uso frequente di mule da parte dei contrabbandieri che passavano il monte posto tra il territorio di Monaco e quello di Turbia, per cui diverrà così il Monte delle Mule. Il monte accoglie un castellar, il campo ligure del Monte delle Mule, di 200 metri di lato circa, e di cui uno dei fianchi costeggia la strada che va da Beausoleil a Turbia. Esso è un oppido ligure classato al titolo dei monumenti storici dalla data del 28 gennaio 1939 in Francia[2]. Il "Monte delle Mule" ha una vegetazione naturale considerevole, in particolare di euforbie arborescenti e di niveole di Nizza, ed è un testimone dell'habitat fortificato ligure costruito da tali popolazioni che abitavano la regione durante l'Età del ferro. Non essendo il sito ancora stato oggetto di scavi archeologici, le sue sole vestigia chiaramente riconoscibili sono caratterizzate da imponenti muraglie in pietra secca disposte ad arco di cerchio, delimitante un'area di 6000 m², che non si sa datare precisamente, la quale è stata probabilmente occupata sin dal III secolo, poi abbandonata all'epoca dell'Impero romano ed è classata tra i monumenti storici dalla data del 28 gennaio 1939.
- Il "Riviera Palace" (Palazzo Riviera): è un antico albergo, il "Riviera Palace Hotel", convertito in un immobile d'abitazione, costruito tra il 1898 ed il 1902 dall'architetto Georges Chédanne per conto della "Compagnia dei Vagoni-Letto" (Compagnie des Wagons-Lits). L'edificio si presenta in uno stile eclettico italianizzante della Belle Époque, con facciate color ocra e balaustre di maiolica bleu. Il suo giardino d'inverno resta uno dei più reputati con la sua vetrata, i suoi terreni rocciosi e le sue piante subtropicali. In un tempo passato, una ferrovia a cremagliera lo collegava al Casinò di Monte Carlo, ed il "Riviera Palace" è iscritto al titolo dei monumenti storici con decreto del 14 dicembre 1989.

### Edifici religiosi
- Chiesa di San Giuseppe (Église Saint-Joseph), del 1913, ancora incompiuta.
- Cappella di San Rocco (Chapelle Saint-Roch).

## Amministrazione

### Sindaci di Beausoleil
| Periodo                               | Nome e cognome        | Partito |  |
| ------------------------------------- | --------------------- | ------- |  |
| 1904                                  | Camillo Bianchi       |         |  |
| 1929                                  | Giacomo Subles        |         |  |
| 1935                                  | Paul-Joseph Chiabault |         |  |
| 1941                                  | Francesco Rochesani   |         |  |
| 1943                                  | Arturo Odoli          |         |  |
| 1944                                  | Mario Floret          |         |  |
| 1944                                  | Augusto Dubar         |         |  |
| 1953                                  | Paul-Joseph Chiabault |         |  |
| 1971                                  | Paolo Massa           |         |  |
| 1977                                  | Andrea Vanco          | PCF     |  |
| 1986                                  | Ruggero Benatti       | PCF     |  |
| 1989                                  | Gerardo Spinelli      | UDF     |  |
| 1995                                  | Gerardo Spinelli      | UDF     |  |
| 2001                                  | Roberto Vial          |         |  |
| Il comune è stato istituito nel 1904. |                       |         |  |

### Gemellaggi
- Alba (CN)